# Acetylierung
Als Acetylierung wird in der organischen Chemie der Austausch von einem Wasserstoffatom durch eine Acetylgruppe bezeichnet. Der Austausch kann an den funktionellen Gruppen –OH, –SH und –NH2, aber auch direkt an einer –C–H-Bindung erfolgen, wobei entsprechende Verbindungen wie etwa Acetate oder Ketone entstehen. Beispielsweise entsteht durch die Acetylierung von Morphin Diacetylmorphin (Heroin).

## Acetylierung in der organischen Chemie
Acetylgruppen sind in der organischen Chemie als Schutzgruppe weit verbreitet. Am verbreitetsten ist die Verwendung von Essigsäureanhydrid, womit bei Raumtemperatur quantitative Ausbeuten erzielt werden können. Auch katalysierte Reaktionen einer Stammverbindung mit Acetylchlorid werden verwendet.

## Acetylierung in der Biochemie
In der Biochemie wird die Acetylierung eines Proteins in der Regel durch Acetyltransferasen (Enzyme) katalysiert. Die Abspaltung (Desacetylierung, Deacetylierung [aus dem Englischen abgeleitet]) der Acetylgruppe, also die Umkehrung dieser Reaktion, wird von Desacetylasen (Deacetylasen) katalysiert.
Die Acetylierung beziehungsweise Desacetylierung eines Proteins ist ein Regulationsmechanismus für die Funktion des Proteins.
Bekanntestes Beispiel für Proteine, deren Funktion auf diese Weise beeinflusst wird, sind die Histon-Proteine, die am Aufbau des Chromatins beteiligt sind. Hier bedeutet der acetylierte oder deacetylierte Zustand der Histone ein Signal für weitere Proteine, die daran erkennen können, ob die Genexpression der Gene in dieser Region des Chromatins aktiviert oder reprimiert werden soll.

## Arzneistoffsynthese

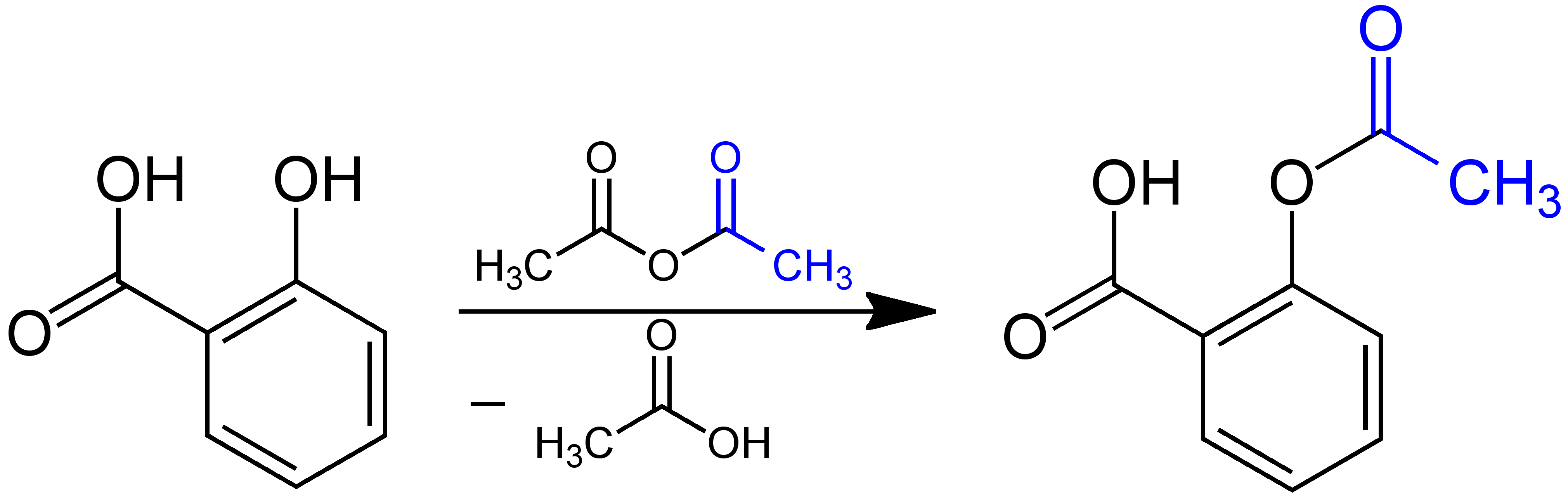
Salicylsäure (links) wird durch Essigsäureanhydrid unter Abspaltung von Essigsäure zu Acetylsalicylsäure acetyliert. Die betreffende Acetylgruppe, C_{2}H_{3}O, ist blau markiert.

Im Herstellprozess von Acetylsalicylsäure ist die Acetylierung der phenolischen Hydroxygruppe der Salicylsäure ein Schlüsselschritt. Viele weitere Arzneistoffe werden durch Acetylierung hergestellt, z. B. Acetylcystein aus Cystein. Weitere Beispiele sind Acetylcholin, β-Acetyldigoxin und Oxaceprol.